# Mario Grisendi
Mario Grisendi (San Polo d'Enza, 1919 – San Polo d'Enza, 20 gennaio 1945) è stato un partigiano italiano, medaglia d'oro al valor militare.

## Biografia
Partigiano nelle file della Resistenza emiliana, guidò la sua formazione in molte pericolose azioni. In una di queste fu gravemente ferito, tanto che i medici dovettero amputargli una gamba. Appena fu in grado di muoversi, Grisendi riprese il suo posto di lotta. Cadde a pochi mesi dalla Liberazione.
A lui sono intitolate vie a Reggio Emilia ed a San Polo d'Enza.